# Air Ivoire

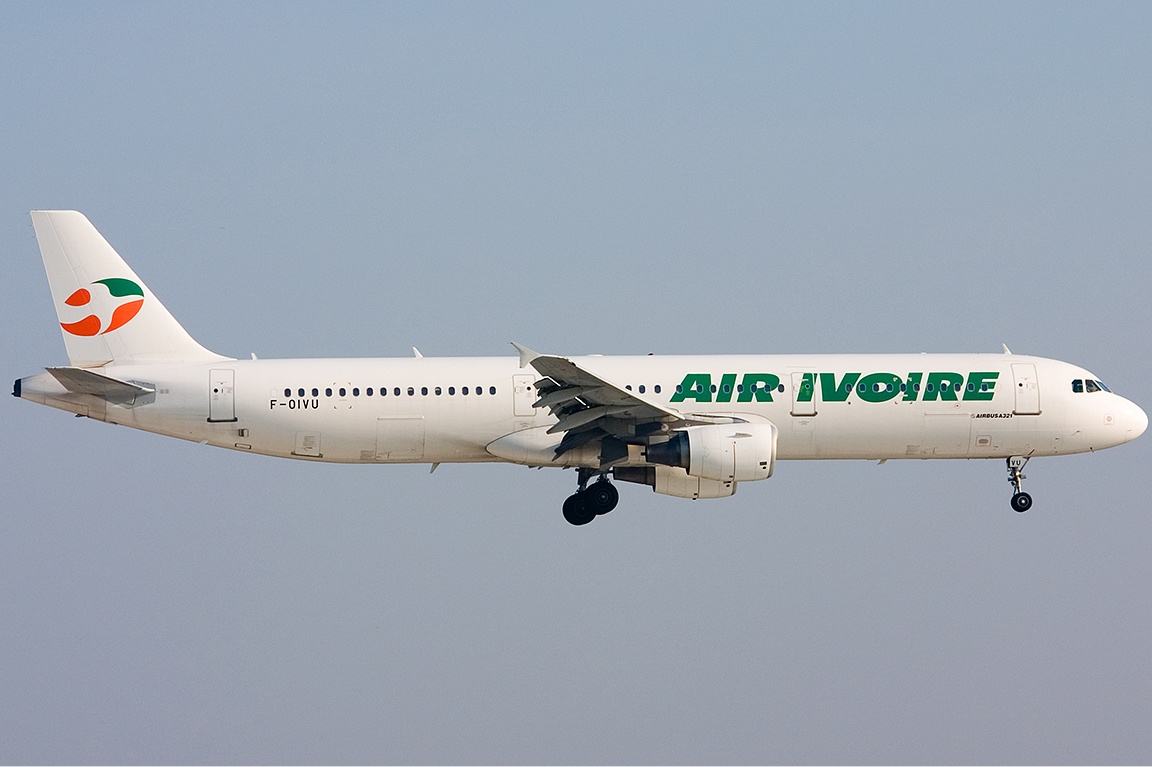
Airbus A319-200

Air Ivoire je národní letecká společnost Pobřeží slonoviny. Operuje na pravidelných a vnitrostátních linkách ze základny v Abidjanu.

## Kódy společnosti
- IATA kód: VU
- ICAO kód: VUN
- Volací znak: Air Ivoire

## Historie
Společnost byla založena v roce 1963, tři roky poté, co Pobřeží slonoviny a Francie uzavřely dohodu o vytvoření letecké společnosti, a tak podíl v nové společnosti měl i francouzský stát prostřednictvím společnosti FCFA. V dubnu 1974 Pobřeží slonoviny odkoupilo francouzský podíl, a společnost se tak ocitla zcela v rukou státu. V době existence multinárodní Air Afrique se společnost specializovala na vnitrostátní linky, mimo ně provozovala několik spojů do sousedních zemí. Koncem prosince 1999 Air Ivoire zastavila všechny své lety, o rok později vláda rozhodla o likvidaci aerolinie.
Po rozpadu Air Afrique se vláda začala zabývat myšlenkou na založení nové letecké společnosti a v roce 2001 bylo rozhodnuto o založení společnosti Nouvelle Air Ivoire, která zahájila 31. března 2002 pravidelné lety. Po čase se nová společnost vrátila k zavedenému názvu Air Ivoire.

## Destinace
Mezinárodní destinace (únor 2006):
- Accra
- Bamako
- Conakry
- Cotonou
- Dakar
- Douala
- Libreville
- Lomé
- Marseille
- Niamey
- Ouagadougou
- Paříž/Orly

## Flotila
- 1 Airbus A319-200
- 1 Airbus A321-200
- 3 Fokker F28 Mk4000